# ARTEX
ARTEX (Artist's Electronic Exchange Network) war ein vom kanadischen Künstler Robert Adrian X in Zusammenarbeit mit Bill Bartlett konzipiertes „Kommunikationsfeld“ für Künstler. Etwa 35 Künstler weltweit nahmen teil. Basis dieses künstlerischen Netzwerks war die gleichnamige Software ARTEX, die das Wiener Büro von I.P. Sharp als einfaches „interkontinentales, interaktives, elektronisches Kunst-Austausch-Programm“ 1980/81 zur Verfügung stellte.

## ARTEX als künstlerisches Netzwerk
Das künstlerische Netzwerk nutzte parallel zum großräumigen Computernetz auch andere Möglichkeiten des Telefonnetzes. Historisch bedeutend war jedoch, dass erstmals ein künstlerisches Netzwerk über ein interkontinentales Computernetz betrieben wurde.
Realisierte Projekte als künstlerisches ARTEX Netzwerk waren unter anderem:
„Die Welt in 24 Stunden“, Ars Electronica 1982
„Planetary Network“ zur Biennale Venedig 1986
Außerdem wurde die Konferenzsoftware mit einem TV System ergänzt und mehrere Faxprojekte durchgeführt. Es gab auch andere künstlerische Netzwerkprojekte, die mit der Software und Ausstattung verwirklicht wurden. Unter anderem:
„La Plissure du Texte“, ein von weltweit vernetzten Autoren geschriebenes Märchen, organisiert für die Ausstellung „Electra 83“ im Musée d’Art Moderne von Roy Ascott 1983
Verschiedene „Telefonmusiken“ z. B. „Wiencouver IV“, mit den Gruppen 'Blix', Wien, und 'Western Front', Vancouver, 1983
BTX Magazine von ARTEX Benutzern
Medientheoretisch kann ARTEX als künstlerisches Netzwerk aufgefasst werden, das analoge und digitale Netzkunst sowohl im Sinne von 'Kunst im Netz' als auch 'Kunst mit dem Netz' hervorgebracht hat. Die ARTEX Benutzer betrachteten sich schon als eine Art Online-Community. Ihre weltweiten Telekommunikationsprojekte nahmen spätere Entwicklungen vorweg.

## Software und Hardware
Basis der Software war die kommerzielle I.P. Sharp Netzwerk Software ARTEX. Es war ein Texteditor implementiert, mit dem Textnachrichten über das Netz ausgetauscht werden konnten, außerdem ein Online-Konferenzprogramm, mit der damals außergewöhnlichen Fähigkeit, mehreren Teilnehmern gleichzeitig eine Art Chat zu ermöglichen. ARTEX konnte zudem Verbindungen zu internationalen Datenbanken aufnehmen.
Die Hardware bestand weitgehend aus dem Computernetz von I.P. Sharp, das interkontinental über Satellit vernetzt wurde.

## Umfeld
Die Vorläufer von ARTEX entstanden aus Zusammenarbeiten verschiedener Künstler mit I.P. Sharp Toronto, z. B. das Artbox E-mail Netzwerk. Die erste Verwendung der Software für ein weltweites künstlerisches Kommunikationsprojekt war 'Interplay' von Bill Bartlett für die „Computer Culture“ Konferenz in Toronto 1979. Nachfolger von ARTEX war das von Robert Adrian X und Gerfried Stocker betriebene Mailboxsystem Zeronet, das zur „Steirischen Kulturinitiative“ 1992 entstand und bis 1994 als Teil des FidoNet aktiv war.